# Fiat 673

Le Fiat 673 est un camion de moyen tonnage, polyvalent, fabriqué par le constructeur italien Fiat V.I. à partir de 1970 en Italie, 1974 en Argentine et 1976 au Brésil.
Ce camion remplace le Fiat 643 et sera le premier de la gamme moyenne de la série 600 à recevoir la nouvelle cabine Fiat dite « américaine » parce que lancée en avant première chez Fiat Argentine.
Le Fiat 673 reprend la même structure de châssis très robuste que le Fiat 643 mais hérite du moteur OM CP 3 de 7,4 litres de cylindrée. Ses qualités de robustesse en feront un camion assez apprécié pour sa polyvalence et sa cabine très lumineuse et confortable. Il est resté en production en Italie pendant 4 ans. Seul le moteur pouvait présenter quelques problèmes de surchauffe en montagne, essentiellement sur les véhicules (trop souvent) en forte surcharge.
Le Fiat 673 a été décliné en versions porteur et tracteur de semi-remorques. Il a connu une seule série jusqu'en 1973 date à laquelle il a été remplacé par le Fiat 160 avec la nouvelle cabine "unifiée" du groupe Fiat type "H". 

## Le Fiat 673 "Sallustro" en Argentine
La production de Fiat 673 s'est arrêtée en fin d'année 1973 en Italie et a été transférée en Argentine, chez Fiat V.I. Argentina où il est resté en fabrication jusqu'en 1983.
En présentant ce véhicule sur le marché argentin, la direction de Fiat Italie a voulu rendre un hommage appuyé au Directeur Général de sa filiale argentine Fiat Concord, Oberdan Sallustro (es), pris en otage le 21 mars 1972 par l'Armée Révolutionnaire du Peuple Argentin et assassiné le 10 avril 1972.
Le Fiat 673 argentin a essuyé quelques critiques de la part de certains petits transporteurs concernant la surchauffe du moteur. Il s'est avéré que ces transporteurs avaient mis en évidence les caractéristiques de très grande robustesse du châssis et surchargeaient assez fortement leur camion équipé d'un moteur Fiat-OM de 7,4 litres de cylindrée développant 145 ch DIN, homologué pour un PTAC de 13 tonnes mais qui circulaient souvent avec un PTAC 28 tonnes ! Ils avaient surnommé ce modèle "la revanche de Sallustro".

## Le modèle brésilien Fiat 130/140
Après le rachat du constructeur brésilien FNM-Alfa Romeo en 1976, Fiat Diesel Brasil a introduit ce camion sous le nom Fiat 130/140 qui sera le pilier de la gamme de moyen tonnage dans le pays. Les transporteurs brésiliens plus respectueux des consignes d'utilisation du véhicule, n'ont jamais signalé d'anomalie sur ce véhicule.  
Les Fiat 130/140 

## Série Fiat 673 N-T / Fiat 130-140
| Modèle                            | Années de production | Pays de production | Type moteur  | Cylindrée (cm3) | Puissance (ch DIN) | Couple (Nm DIN)    | PTAC (tonnes)          |
| --------------------------------- | -------------------- | ------------------ | ------------ | --------------- | ------------------ | ------------------ | ---------------------- |
| Fiat 673N (Porteur)               | 1970 - 1973          | Italie             | OM CP3       | 7.412           | 145 à 2.600 tr/min | 480 à 1.400 tr/min | 12,3/14,0              |
| Fiat 673R (pour remorque)         | 1970 - 1973          | Italie             | OM CP3       | 7.412           | 145 à 2.600 tr/min | 480 à 1.400 tr/min | 12,3 - 22,5            |
| Fiat 673T (Tracteur)              | 1971 - 1973          | Italie             | OM CP3       | 7.412           | 145 à 2.600 tr/min | 480 à 1.400 tr/min | 20,0                   |
| Fiat 673N (Porteur)               | 1974 - 1983          | Argentine          | OM CP3       | 7.412           | 145 à 2.600 tr/min | 480 à 1.400 tr/min | 13,0 (+ remorque 12 t) |
| Fiat 673T (Tracteur)              | 1974 - 1983          | Argentine          | OM CP3       | 7.412           | 145 à 2.600 tr/min | 480 à 1.400 tr/min | 25,0                   |
| Fiat FNM 130                      | 1976 - 1978          | Brésil             | OM CP3       | 7.412           | 145 à 2.600 tr/min | 480 à 1.400 tr/min | 13,0 / 25,0            |
| Fiat FNM 130-OD (Châssis autobus) | 1977 - 1979          | Brésil             | Fiat 8360.04 | 8.102           | 150 à 2.400 tr/min | 471 à 1.200 tr/min |                        |
| Fiat 140                          | 1978 - 1985          | Brésil             | Fiat 8360.04 | 8.102           | 150 à 2.400 tr/min | 471 à 1.200 tr/min | 14,0 / 25,0            |
| Fiat 140-OD (Châssis autobus)     | 1979 - 1985          | Brésil             | Fiat 8360.04 | 8.102           | 150 à 2.400 tr/min | 471 à 1.200 tr/min |                        |